# Internazionali d'Italia 1963 - Singolare femminile
Il singolare femminile del torneo di tennis Internazionali d'Italia 1963, ha avuto come vincitrice Margaret Smith che ha battuto in finale Lesley Turner con il punteggio di 6–3 6–4.

## Teste di serie
1. Margaret Smith (campionessa)
2. Assente
3. Assente
4. Assente

1. Christine Truman (quarti di finale)
2. Assente
3. Assente
4. Assente

## Tabellone

### Legenda
| - Q = Qualificato - WC = Wild card - LL = Lucky loser | - ALT = Alternate - SE = Special Exempt - PR = Protected Ranking | - w/o = Walkover - r = Ritirato - d = Squalificato |

### Fase finale
|  | Quarti di finale | Quarti di finale | Quarti di finale | Quarti di finale | Quarti di finale |  |  | Semifinali       | Semifinali       | Semifinali       | Semifinali    | Semifinali    |   |   | Finale         | Finale         | Finale         | Finale | Finale |  |
|  |                  |                  |                  |                  |                  |  |  |                  |                  |                  |               |               |   |   |                |                |                |        |        |  |
|  | 1                | Margaret Smith   | Margaret Smith   | 6                | 7                |  |  |                  |                  |                  |               |               |   |   |                |                |                |        |        |  |
|  |                  | Robyn Ebbern     | Robyn Ebbern     | 1                | 5                |  |  | Margaret Smith   | Margaret Smith   | Margaret Smith   | 6             | 6             |   |   |                |                |                |        |        |  |
|  |                  | Jan Lehane       | Jan Lehane       | 6                | 6                |  |  | Jan Lehane       | Jan Lehane       | Jan Lehane       | 4             | 3             |   |   |                |                |                |        |        |  |
|  | 5                | Christine Truman | Christine Truman | 4                | 1                |  |  |                  |                  |                  |               |               |   |   | Margaret Smith | Margaret Smith | Margaret Smith | 6      | 6      |  |
|  | Lesley Turner    | Lesley Turner    | Lesley Turner    | 6                | 6                |  |  |                  |                  | Lesley Turner    | Lesley Turner | Lesley Turner | 3 | 4 |                |                |                |        |        |  |
|  | Judy Alvarez     | Judy Alvarez     | Judy Alvarez     | 4                | 1                |  |  | Lesley Turner    | Lesley Turner    | Lesley Turner    | 6             | 6             |   |   |                |                |                |        |        |  |
|  | Ann Haydon-Jones | Ann Haydon-Jones | Ann Haydon-Jones | 6                | 6                |  |  | Ann Haydon-Jones | Ann Haydon-Jones | Ann Haydon-Jones | 1             | 0             |   |   |                |                |                |        |        |  |
|  | Věra Suková      | Věra Suková      | Věra Suková      | 4                | 1                |  |  |                  |                  |                  |               |               |   |   |                |                |                |        |        |  |